# Suipacha (Bolivia)
Suipacha è una località del municipio di Tupiza della provincia di Sud Chichas, nel dipartimento di Potosí.

## Geografia
Suipacha è situata nella Bolivia meridionale, a 25 km a sud-est di Tupiza.

## Storia
Il 7 dicembre 1810 le truppe delle indipendentiste rioplatensi, al comando di Antonio González Balcarce, sconfissero a Suipacha le truppe realiste spagnole. Fu la prima vittoria conseguita dalla Giunta provvisoria di governo delle province del Río de la Plata durante la guerra d'indipendenza contro la Spagna.

## Infrastrutture e trasporti
Suipacha è situata lungo la strada 14 che unisce la frontiera argentina con Potosí.